# Richard Bergmann
Richard Bergmann född 1920 i Wien, Österrike, död 1970, var en österrikisk-brittisk bordtennisspelare. Bergmann anses vara en av de bästa defensivspelarna som någonsin funnits. Han vann ett antal medaljer i bordtennis-VM, varav sju var guld. Fyra gånger vann VM-titeln i singel.
1936 vann han sitt första VM-guld som spelare i det österrikiska Swaythling Cup-laget (herr-VM). Ett år senare vann han sitt första VM-guld i singel. När han vann blev han den yngste spelaren dittills som vunnit titeln.
När Tyskland annekterade Österrike 1938 flydde Bergmann till England. År 1939 vann han sitt andra VM-guld i singel och tillsammans med Viktor Barna tog han även hem dubbeltiteln. Efter andra världskriget vann han sitt tredje och fjärde VM-guld i singel 1948 och 1950. Sitt sista VM-guld fick han som spelare i det engelska Swaythling Cup-laget (herr-VM).
I mitten av 1950-talet blev han världens första professionella bordtennisspelare och reste runt med Harlem Globetrotters.

## Halls of Fame
- 1982 valdes han in i International Jewish Sports Hall of Fame.
- 1993 valdes han in i International Table Tennis Foundation Hall of Fame.

## Meriter
- Bordtennis VM
  - 1936 i Prag
    - 3:e plats singel
    - 1:a plats med det österrikiska laget

  - 1937 i Baden
    - 1:a plats singel
    - 2:a plats dubbel  (med Helmut Goebel)

  - 1938 i London
    - 2:a plats singel
    - 2:a plats med det österrikiska laget

  - 1939 i Kairo
    - 1:a plats singel
    - 1:a plats dubbel (med Viktor Barna)

  - 1948 i London
    - 1:a plats singel
    - 3:e plats dubbel (med Viktor Barna)
    - 3:e plats mixed dubbel (med Angelica Rozeanu)

  - 1949 i Stockholm
    - 3:e plats dubbel (med Tage Flisberg)
    - 3:e plats med det engelska laget

  - 1950 i Budapest
    - 1:a plats singel
    - 3:e plats med det engelska laget

  - 1952 i Bombay
    - 2:a plats dubbel (med Johnny Leach)
    - 2:a plats med det engelska laget

  - 1953 i Bukarest
    - 2:a plats dubbel (med Johnny Leach)
    - 1:a plats med det engelska laget

  - 1954 i London
    - 3:e plats singel
    - 3:e plats med det engelska laget

  - 1955 i Utrecht
    - 3:e plats med det engelska laget

- Öppna engelska mästerskapen
  - 1939: 1:a plats singel
  - 1940: 1:a plats singel, 1:a plats dubbel (med Alfred Liebster)
  - 1948: 1:a plats singel, 1:a plats dubbel (med Tage Flisberg)
  - 1950: 1:a plats singel, 1:a plats dubbel (med Viktor Barna)
  - 1952: 1:a plats singel
  - 1953: 1:a plats dubbel (med Johnny Leach)
  - 1954: 1:a plats singel